# 건국대학교 사범대학 부속중학교
건국대학교 사범대학 부속중학교(建國大學校 師範大學 附屬中學校)는 대한민국 서울특별시 광진구 화양동에 있는 사립 중학교이다.

## 학교 연혁
- 1967년 12월 30일 : 서울 건국중학교(18학급) 설립이 인가
- 1968년 1월 5일 : 초대 교장 안호삼 선생 취임
- 1968년 3월 11일 : 중학교 제1학년(6학급)의 입학식을 거행하고 서울특별시 성동구 구의동 산 48번지 소재 임시교사에서 수업을 시작
- 1968년 5월 15일 : 개교기념일로 정함
- 1969년 1월 17일 : 서울특별시 성동구 자양동 220번지에 신축교사 1,617평을 준공하여 이전
- 1971년 1월 15일 : 제1회 졸업식을 거행
- 1976년 5월 15일 : 증축교사 295평을 준공
- 1980년 3월 1일 : 건국대학교사범대학부속중학교로 교명 변경
- 1981년 9월 15일 : 증축교사 80평을 준공
- 2012년 8월 16일 : 신축교사 2,624평을 준공하여 이전
- 2023년 2월 3일 : 제53회 졸업식을 거행
- 2023년 3월 1일 : 제11대 교장 김영욱 선생 취임

## 참고 자료
- 건국대학교 사범대학 부속중학교 - 한국교육학술정보원 학교알리미